# Thomas Hodgkin (historien)
Pour les articles homonymes, voir Thomas Hodgkin (homonymie).
Ne doit pas être confondu avec le médecin britannique Thomas Hodgkin.
Thomas Hodgkin (1831–1913) est un banquier et un historien britannique dont les travaux portent essentiellement sur le Haut Moyen Âge. Il est notamment l'auteur d'une histoire de l'Italie après la chute de l'Empire romain d'Occident, un ouvrage en huit volumes intitulé Italy and her Invaders (« L'Italie et ses envahisseurs »), d'une traduction des lettres de l'homme politique et écrivain romain Cassiodore, et d'une vie du fondateur du royaume ostrogoth d'Italie Théodoric (Theodoric the Goth : the Barbarian Champion of Civilisation).

## Biographie
Thomas Hodgkin naît dans une famille quaker le 29 juillet 1831 à Bruce Grove (en), un quartier de Tottenham (devenu depuis un quartier londonien). Il est le fils de John Hodgkin (en) (1800–1875), barrister à Lincoln's Inn, et d'Elizabeth Howard (décédée en 1836), fille du météorologue Luke Howard.
Il fait ses études dans une école quaker de Tottenham, la Grove House School (en), puis à l'University College de Londres. En 1861, il épouse Lucy Ann (1841–1934), fille d'Alfred Fox (1794–1874), fondateur du Glendurgan Garden (en). Ils auront sept enfants, dont un mourra en bas âge.
Thomas Hodgkin travailla d'abord comme banquier avant de se consacrer à l'écriture d'ouvrages historiques. Il écrira également de nombreux articles pour le journal de la Society of Antiquaries of Newcastle upon Tyne (« Société des Antiquaires de Newcastle upon Tyne ») intitulé Archaeologia Aeliana. En 1902, il sera l'un des membres fondateurs de la British Academy.
De 1899 à sa mort, Thomas Hodgkin résidera au château de Barmoor, dans le comté du Northumberland, au nord-est de l'Angleterre.
Il meurt à l'âge de 81 ans près de Falmouth lors d'un séjour en Cornouailles. Il est inhumé dans le cimetière de Budock (en) près de Falmouth.

## Ouvrages sélectifs
- Italy and her Invaders (Histoire de l'Italie de 376 à 814 ; 8 volumes, Oxford, 1880–1899) ;
- The Dynasty of Theodosius (Oxford, 1889) ;
- Theodoric the Goth : Barbarian Champion of Civilisation (London, 1891)[1] ;
- Life of Charles the Great (London, 1897).

## Sources
- (en) Chisholm, Hugh, « Hodgkin, Thomas », Encyclopædia Britannica, Vol. 13, 1911.
- (en) G. H. Martin, « Hodgkin, Thomas (1831–1913) », Oxford Dictionary of National Biography, Oxford University Press, 2004.
- F. W. Dendy, « Thomas Hodgkin », Archaeologia Aeliana, 3rd ser., 9 (1913), 75–88.
- L. von Glehn Creighton, Life and letters of Thomas Hodgkin (1917).